# فيديو أرشيف
فيديو أرشيف، (بالإنجليزية: Video Archive)‏، هو إصدار فيديو لفرقة الروك الإنجليزية ديف ليبارد، وهو عبارة عن تجميعة لفيديوهات ترويجية، ومقابلات وتغطيات للحفلات. نسخة الدي في دي مدمجة مع فيجوالايز.
بعض الفيديوهات الموجودة في هذا الإصدار مضافة أيضاً للإصدار فيجوالايز.

## قائمة الأغاني

### مباشر من استاد دون فالي، شفيلد (6 يونيو 1993)
1. تصريحات وعناوين افتتاحية
2. «ليتس غيت روكد»
3. «فولين»
4. «روكيت»
5. «تو ستيبس بيهايند»
6. «أرماغيدون إت»
7. «بور سام شغر أون مي»
8. «روك أوف إيجز»
9. «لاف بايتس»

### فيديوهات (1993 - 1995)
1. «وين لاف أند هيت كولايد» (الغناء فقط)
2. «تو ستيبس بيهايند»
3. «أكشن»
4. «ميس يو إن أ هارتبيت»
5. «وين لاف أند هيت كولايد» (نسخة إيبيك ب8 دقائق)

### غناء صوتي من نادي وابينتيك، شفيلد (5 أكتوبر 1995)
1. «تو ستيبس بيهايند»
2. «أرماغيدون إت»
3. «وين لاف أند هيت كولايد»
4. "أنيمال
5. «بور سام شغر أون مي»
6. «زيغي ستارداست»
7. تصديقات